# Йо (спътник)
Вижте пояснителната страница за други значения на Йо.
Йо е най-вътрешният от четирите Галилееви спътници на Юпитер и един от най-големите спътници в Слънчевата система с диаметър от около 3500 km. Открит е от Галилео Галилей през 1610 г. и е наречен на героинята от древногръцката митология, една от многобройните любовници на Зевс (Юпитер в римската митология).
Въпреки че името е предложено още от Симон Мариус в началото на 17 век, то влиза в обща употреба едва в средата на 20 век. В по-ранната астрономическа литература Йо е наричан Юпитер 1 или просто първият спътник на Юпитер.

## Вулканизъм
Йо се отличава със своя вулканизъм, който е най-интензивен в Слънчевата система. Има над 400 действащи вулкана. Неговите вулкани изхвърлят сяра и серен диоксид, подобно на земните. Първоначално се смятало, че повечето лавови потоци се състоят от съединения на сярата, но скорошни свидетелства сочат, че лавата на много от тях се състои от разтопени силикатни скали.
Причина за тази засилена активност са приливните взаимодействия между Йо, Юпитер, Европа и Ганимед. Трите спътника се намират в орбитален резонанс, като Йо прави две обиколки при всяка обиколка на Европа, която на свой ред прави две обиколки при всяка обиколка на Ганимед. Под действието на силните приливни сили на Юпитер, Йо бива разтягана във форма на елипсоид, когато се намира близко до планетата, и впоследствие възвръща сферичната си форма след отдалечаване. Деформациите в размерите му са от порядъка на 100 метра, при което вътрешното триене генерира значително количество топлина.
Измерени са изригвания на Йо, достигащи над 300 км от повърхността, като материалът е изхвърлян със скорост около 1 км/сек. Вулканичната активност са променя бързо – в рамките на четирите месеца между преминаването на Вояджър 1 и Вояджър 2 някои изригвания са спрели и са започнали нови. Отлаганията около кратерите също са видимо променени за този период.
Друг източник на енергия се създава от пресичането на линиите на магнитното поле на Юпитер от спътника, генерирайки електрически ток. Макар и това да е сравнително малко енергия, по този начин се пренасят над 1000 гигавата с потенциал от 400 киловолта. Всяка секунда електрическото поле извлича от повърхността на Йо йонизирани атоми с маса около 1000 kg. Поради бързото въртене на магнитното поле на Юпитер, тези частици са увлечени в орбита около планетата, образувайки тор с ярко излъчване в ултравиолетовия спектър. Частиците откъсващи се от този тор допринасят за необичайно голямата магнитосфера на Юпитер, като техният натиск навън я раздува допълнително. Новите данни от Галилео сочат, че Йо вероятно има собствено магнитно поле.
Разположението на Йо спрямо Земята и Юпитер има силно влияние върху наблюдението на радиоизлъчването на планетата – когато Йо е видим, радиосигналите на Юпитер се усилват чувствително.

## Физически характеристики
За разлика от повечето спътници във външната част на Слънчевата система, съставът на Йо е подобен на земеподобните планети: предимно от разтопени силикатни скали. Новите сведения от Галилео сочат, че ядрото на Йо има диаметър от поне 900 km и е съставено от желязо, може би смесено с железен сулфид.
На първите изпратени от Вояджър 1 снимки от Йо през 1979 г., учените очакват да видят множество кратери, гъстотата на които би помогнала за определянето на възрастта на спътника. Снимките обаче показват, че повърхността на Йо е почти лишена от кратери, поради изключителната вулканична активност променяща непрекъснато пейзажа. Тъй като повърхностните форми, видими днес, са формирани сравнително скоро, повърхността на Йо се счита за „млада“ както тази на Земята. Небесни тела с множество кратери, като земната Луна например, имат „стара“ повърхност поради липсата на вулканични или ерозиращи процеси.
На повърхността на Йо има над 100 планински вериги. Някои техни върхове са по-високи от връх Еверест.
Повърхността на Йо е осеяна и с вулканични депресии, известни като патери, дълбоки до няколко километра. Те обикновено имат плоски подове, ограничени от стръмни стени. Тези образувания приличат на техните земни братовчеди - калдери. Обаче не е известено дали са се получили при пропадане над изпразнената вулканичната камера, като при техните земни братовчеди.
Наблюдават се многобройни езера от разтопена сяра, а също и потоци от нисковискозна течност, вероятно някакъв вид разтопена сяра или силикат, дълги стотици километри. Сярата и нейните съединения имат разнообразни цветове, на което се дължи пъстрия вид на Йо.
Анализът на снимките на Вояджър създава впечатлението, че потоците от лава по повърхността на Йо са съставени предимно от различни съединения на сярата. Последвалите наземни инфрачервени изследвания показват, че те са твърде горещи, за да бъдат от течна сяра. Някои от най-горещите точки на Йо достигат температура от 2000 K, въпреки че средната температура е много по-ниска, около 130 K. Една от сегашните хипотези е, че лавата на Йо е разтопена силикатна скала. По-новите наблюдения на телескопа Хъбъл сочат, че материалът може би е богат на натрий. Възможно е различни части на повърхността да са покрити с различни материали.
Йо има тънка атмосфера, съставена от серен диоксид и незначителни примеси от други газове.
За разлика от другите галилееви спътници, на Йо няма значително количество вода. Вероятно причина за това е, че в ранните стадии от еволюцията на Слънчевата система Юпитер е бил достатъчно горещ, за да отстрани летливите елементи в близост до Йо, но не и около по-отдалечените спътници.

## Йо в киното и фантастиката
- Йо играе важна роля в книгата и филма на Артър Кларк Втора одисея: 2010. Космическият кораб Дискавъри остава празен в орбита около Йо, покрит със сяра от изригващите под него вулкани.
- Питър Хайъмс, режисьорът на 2010, е автор и на филма Outland (1981), в който действието се развива в миньорска колония на Йо, макар че самият спътник не е от голямо значение за сюжета.
- В научнофантастичния сериал Вавилон 5 Йо е дом на колония на Земния пакт, по големина отстъпваща само на тази на Марс.
- Действието в разказа „Пулсът на Машината“ от Майкъл Суануик се развива на Йо и съдържа описания на вулканичния пейзаж и протичането на токове между Йо и Юпитер.